# Antonello Allemandi
Antonello Allemandi (Milano, 20 marzo 1957) è un direttore d'orchestra italiano naturalizzato svizzero.

## Biografia
Ha studiato musica dal 1968 al 1980 al Conservatorio Giuseppe-Verdi nelle classi di pianoforte di Paolo Bordoni e di composizione di Azio Corghi. Ha studiato direzione d'orchestra tra il 1977 e il 1979 con Otmar Suitner al Mozarteum di Salisburgo, Gianluigi Gelmetti e Franco Ferrara all'Accademia Musicale Chigiana di Siena, e poi Leonard Bernstein e Seiji Ozawa a Tanglewood. Alla sua formazione ha contribuito l'Associazione As.Li.Co., nata con lo scopo di far conoscere i giovani talenti.

## Carriera
Antonio Allemandi ha debuttato come direttore d'orchestra al Maggio Musicale Fiorentino nel 1978 con la prima assoluta di Actus III di Azio Corghi. È stato assistente di Claudio Abbado alla Scala di Milano per la realizzazione del Prometeo di Luigi Nono nel 1985. Ha poi diretto il repertorio lirico e sinfonico con alcune orchestre italiane: Festival di Pesaro, Accademia Nazionale di Santa Cecilia di Roma, RAI di Torino, Orchestra Sinfonica Giuseppe-Verdi di Milano, Teatro Regio e Festival Verdi di Parma, Teatro dell'Opera di Roma, Teatro comunale di Bologna, Teatro Regio di Torino, Teatro Massimo di Palermo. Jacques Chancel lo ha presentato nel 1981 in un Grand Échiquier durante il quale ha diretto l'Orchestre de l'Opéra national de Paris. È stato poi invitato dall'Orchestre philharmonique de Radio France, dall'Ensemble orchestral de Paris, dall'Orchestre national de Lille, dall'Orchestre Philharmonique de Monte-Carlo, dall'Orchestre national des Pays de la Loire, e ha partecipato a diverse cover nel programma di Ève Ruggiéri Musiques au cœur. È stato direttore musicale dell'Orchestre Colonne dal 1992 al 1997.
Ha esordito nel 1992 con L'elisir d'amore di Gaetano Donizetti alla Portland Opera negli Stati Uniti e poi nel 1993 con Il barbiere di Siviglia di Gioachino Rossini alla Wiener Staatsoper di Vienna dove ha diretto negli anni successivi I puritani di Vincenzo Bellini, Il trovatore e La Traviata di Giuseppe Verdi e ancora l'Elisir d'Amore. Nel 1995 è a Seattle con Madama Butterfly di Giacomo Puccini e con Un ballo in maschera di Giuseppe Verdi nello stesso anno all'Opéra national de Paris dove nel 2010 dirige Tosca di Giacomo Puccini. Nel 1997 è nuovamente a Seattle con il Trovatore e con Le Nozze di Figaro di Wolfgang Amadeus Mozart ma anche alla Royal Opera House di Londra con Il Barbiere di Siviglia. Torna a Seattle nel 2001 per Tosca, nel 2002 per Un ballo in maschera, nel 2004 per Manon Lescaut di Giacomo Puccini.
Ha debuttato al Metropolitan Opera di New York nel 2005 con La Cenerentola di Gaetano Donizetti e al Nuovo teatro nazionale di Tokyo con Turandot di Giacomo Puccini, che diresse anche nel 2012 al Teatro Bol'šoj di Mosca. Nello stesso anno ha diretto Cavalleria rusticana di Pietro Mascagni e Pagliacci di Ruggero Leoncavallo a Bombay e Anna Bolena di Gaetano Donizetti all'Opera Nazionale di Washington. Nel 2013 ha diretto Madama Butterfly alla Staatsoper Unter den Linden di Berlino. L'Opera di Stato della Baviera di Monaco lo ha invitato nel 2012 e nel 2015 per La Cenerentola, nel 2014 per Il barbiere di Siviglia, nel 2016 per Norma di Vincenzo Bellini e per Il trovatore. È inoltre impegnato a Stoccarda, Amburgo, Dallas, Losanna, Helsinki, Oslo, Kyoto, Osaka e Israele. Nel 2015 è stato a Rouen con Lucia di Lammermoor di Gaetano Donizetti e a Digione con Il turco in Italia e poi all'Opera de Lille nel 2016 per La Cenerentola che ha poi diretto all'Opera di Bilbao.
Dirige l'Orchestra di Cannes Provenza-Alpi-Costa Azzurra con un programma di valzer viennesi e con la musica di Jacques Offenbach per il concerto di Capodanno 2017. È poi al Palais des congrès et auditorium de Navarre, a Baluarte de Pampelune dove dirige I Capuleti e i Montecchi di Vincenzo Bellini nel gennaio 2017, poi alla Opera di Stato della Baviera di Monaco per Guglielmo Tell di Gioachino Rossini nel maggio 2017.

## Riconoscimenti
In occasione del cinquantesimo anniversario dell'associazione nel 2003 ha ricevuto la medaglia d'oro ABAO. È il direttore che ha diretto di più a Bilbao, Teatro Arriaga, 27 titoli in 19 anni.